# Klein, aber Charlotte
Klein, aber Charlotte ist eine siebenteilige Familienserie des Deutschen Fernsehfunks von Günter Stahnke und Andreas Knaup mit Helga Piur als Versicherungsvertreterin in der Titelrolle aus dem Jahr 1990. Die rund einstündigen Folgen liefen im Juli und August 1990 freitags um 20:00 Uhr. Es handelt sich um die Nachfolgeserie von Zahn um Zahn (1985–1988).
Im September 2016 kam die Familienserie bei Icestorm im Rahmen der Reihe DDR TV-Archiv auf DVD heraus.

## Episodenliste
| Nr. | Erstausstrahlung |
| --- | ---------------- |
| 1   | 20. Juli 1990    |
| 2   | 27. Juli 1990    |
| 3   | 3. August 1990   |
| 4   | 10. August 1990  |
| 5   | 17. August 1990  |
| 6   | 24. August 1990  |
| 7   | 31. August 1990  |